# Proporcellio tauricus
Proporcellio tauricus är en kräftdjursart som först beskrevs av Karl Wilhelm Verhoeff1941.  Proporcellio tauricus ingår i släktet Proporcellio och familjen Porcellionidae. Inga underarter finns listade i Catalogue of Life.